# 马西莫竞技场站
马西莫竞技场站（義大利語：Circo Massimo）是羅馬地鐵的一個車站。马西莫竞技场站開通於1955年2月10日，是羅馬地鐵B線的車站。車站名稱來自於马西莫竞技场。

## 外部連結
- Station on the site of （页面存档备份，存于） ATAC.